# XIX wiek p.n.e.

XIX wiek p.n.e.

XXI wiek p.n.e. XX wiek p.n.e. XIX wiek p.n.e. XVIII wiek p.n.e. XVII wiek p.n.e.

## Wydarzenia na świecie
Wydarzenia w Azji
- około 1900 p.n.e. – w Chinach pojawiają się wyroby z brązu
- 1894 p.n.e. – amorycki władca Sumu-abum (1894 p.n.e. – 1881 p.n.e.) zakłada w Babilonie nową dynastię
- około 1813 p.n.e. – początek panowania Szamszi-Adada I w Aszur, które za jego rządów staje się potęgą

Wydarzenia w Afryce
- 1878 p.n.e. – 1841 p.n.e. – panowanie w Egipcie Senusereta III, reorganizacja administracji lokalnej, Egipt epoki Średniego Państwa u szczytu świetności
- 1841 p.n.e. – król Egiptu Amenemhat III skończył prace nad uregulowaniem jeziora Moeris w oazie Fajum

Wydarzenia w Ameryce